# Chrysler 200
Chrysler 200 – samochód osobowy klasy średniej produkowany pod amerykańską marką Chrysler w latach 2010–2016.

## Pierwsza generacja

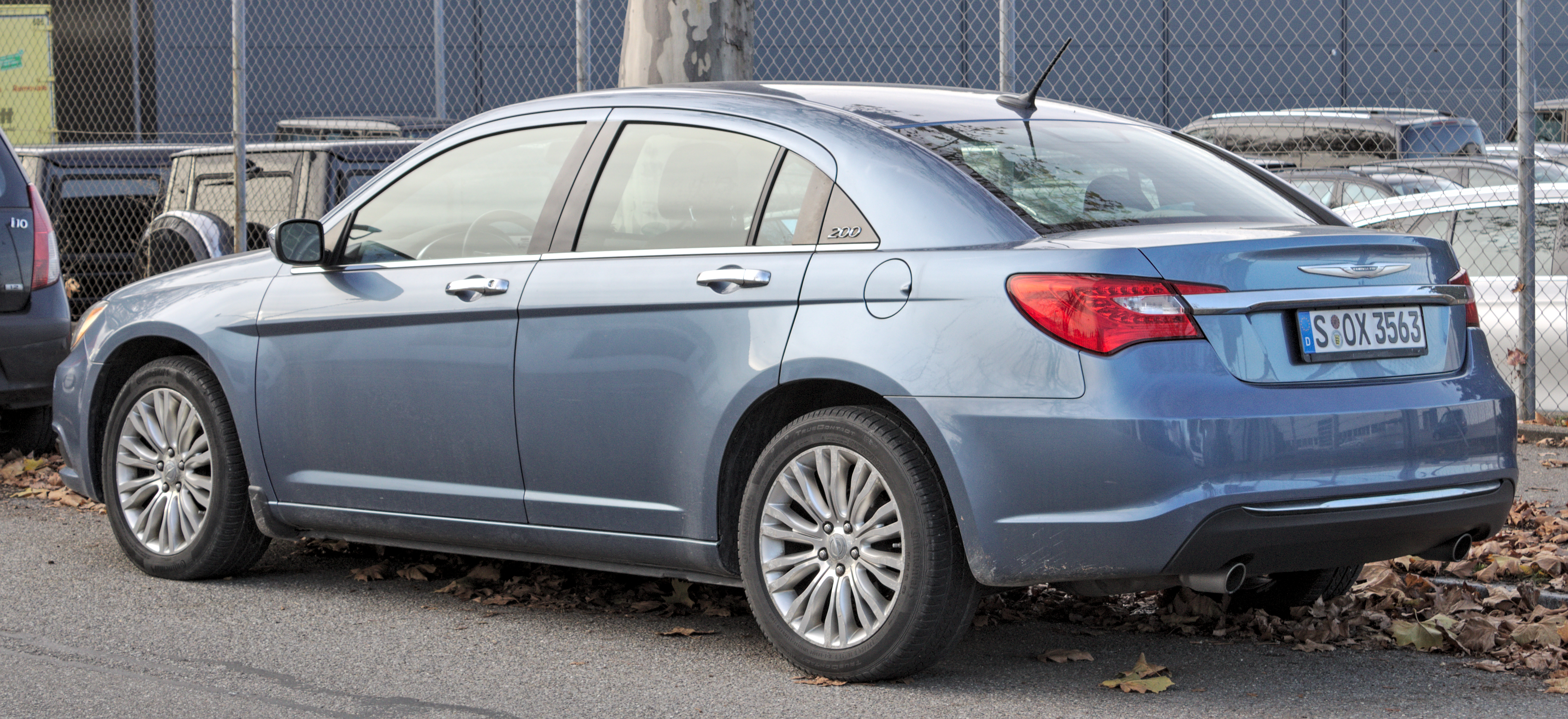
Chrysler 200 I – tył

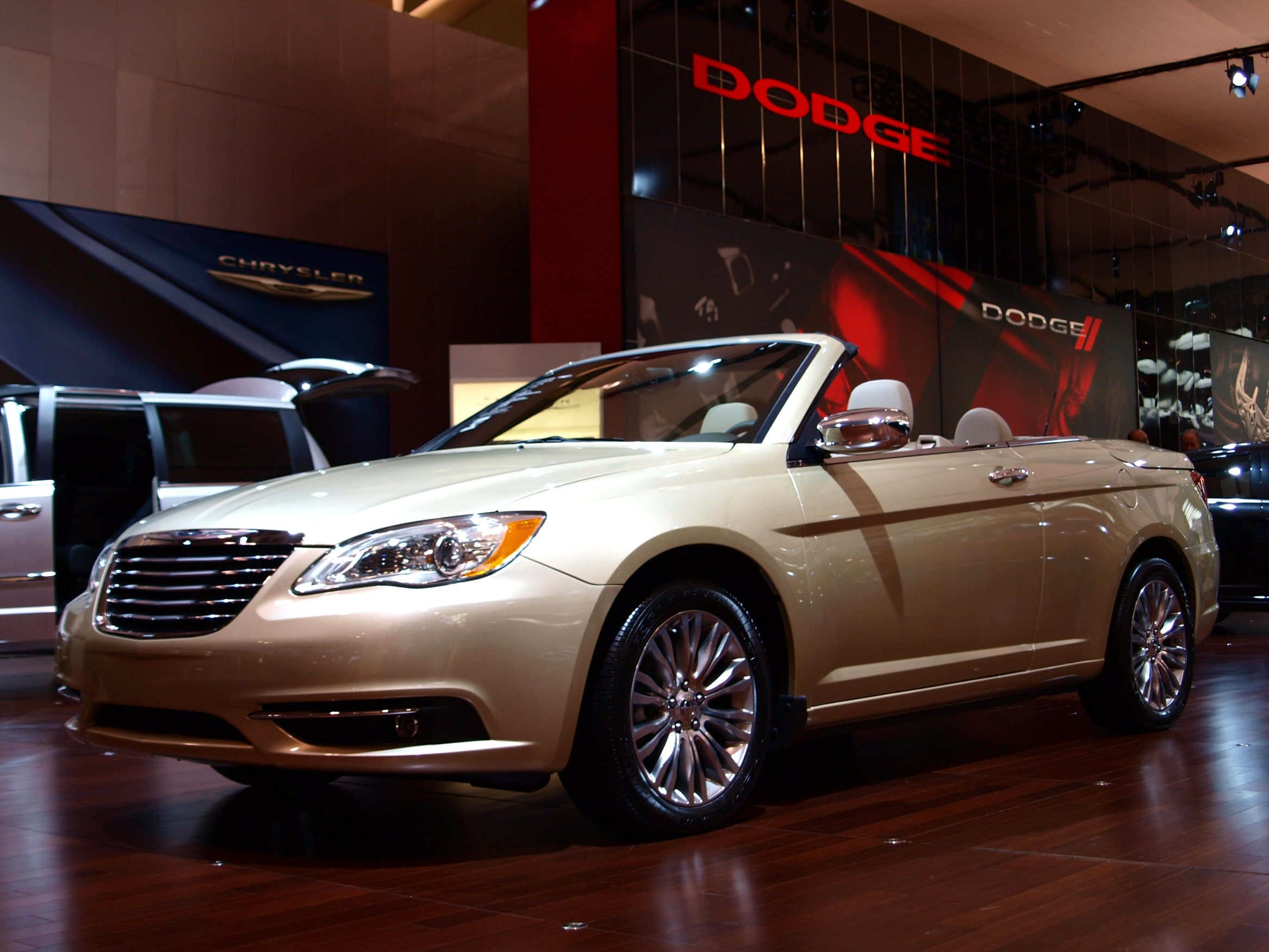
Chrysler 200 I Cabriolet

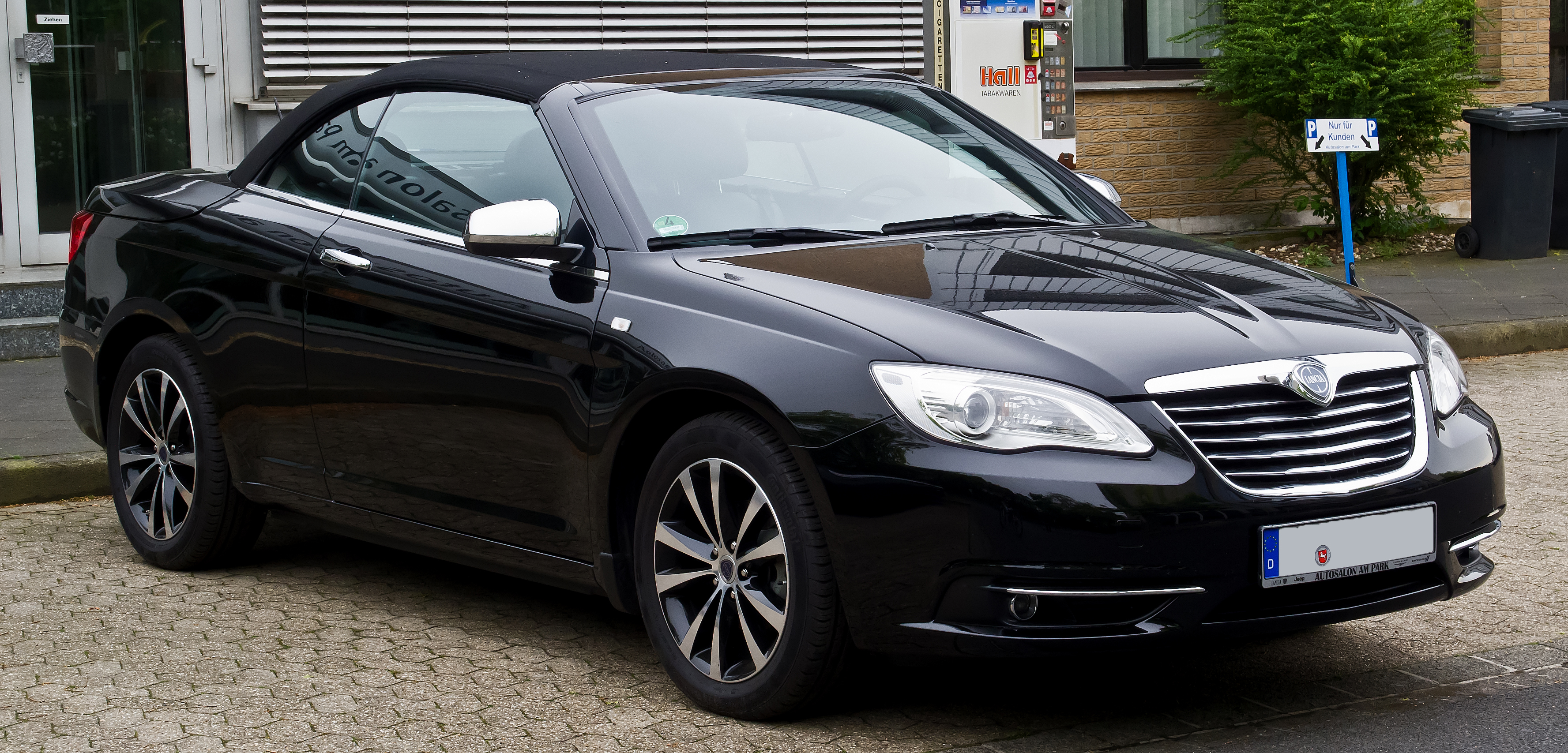
europejska Lancia Flavia

Chrysler 200 I został zaprezentowany po raz pierwszy w 2010 roku.
Samochód jest gruntownie przebudowaną drugą generacją modelu Sebring, którego zbudowano na bazie wydłużonej płyty podłogowej Chrysler JS-body. Przeprojektowany został przód i tył pojazdu nadając mu bardiej stonowany charakter, dzięki zastosowaniu chromowanych elementów. Producent podkreśla, że wykonano względem poprzedniego modelu nawet 200 zmian. W tylnych lampach zostały zastosowane diody LED.
Na rynku amerykańskim samochód trafił do sprzedaży jeszcze w grudniu 2010 roku, z kolei z początkiem roku 2011 ofertę poszerzyła także odmiana cabrio. Podobnie jak w przypadku poprzedzającego modelu Sebring, Chrysler 200 Cabriolet był samochodem oferowanym zarówno z twardym składanym dachem w nadwoziu coupé-cabrio, jak i w formie kabrioletu z dachem materiałowym.

### Sprzedaż
W przeciwieństwie do poprzednika, modelu Sebring, Chrysler 200 nie trafił do sprzedaży na rynku europejskim. Zamiast tego, w wyselekcjonowanych krajach Europy Zachodniej w latach 2012–2014 wyłącznie wersja kabriolet oferowana była jako Lancia Flavia. Było to pokłosie nowej polityki modelowej wprowadzonej w 2011 roku przez ówczesny koncern Fiat Chrysler Automobiles.

### Wersje wyposażeniowe
- LX
- Touring
- Limited

### Silniki
| 2.4 GEMA      | 2360 | R4 DOHC | wtrysk paliwa | 175 (129) / 6000 | 225 / 4000 | 88,00 × 97,00 | 10,5:1 |
| 3.6 PentaStar | 3605 | V6 DOHC | wtrysk paliwa | 287 (211) / 6400 | 353 / 4400 | 96,00 × 83,00 | 10,0:1 |

## Druga generacja

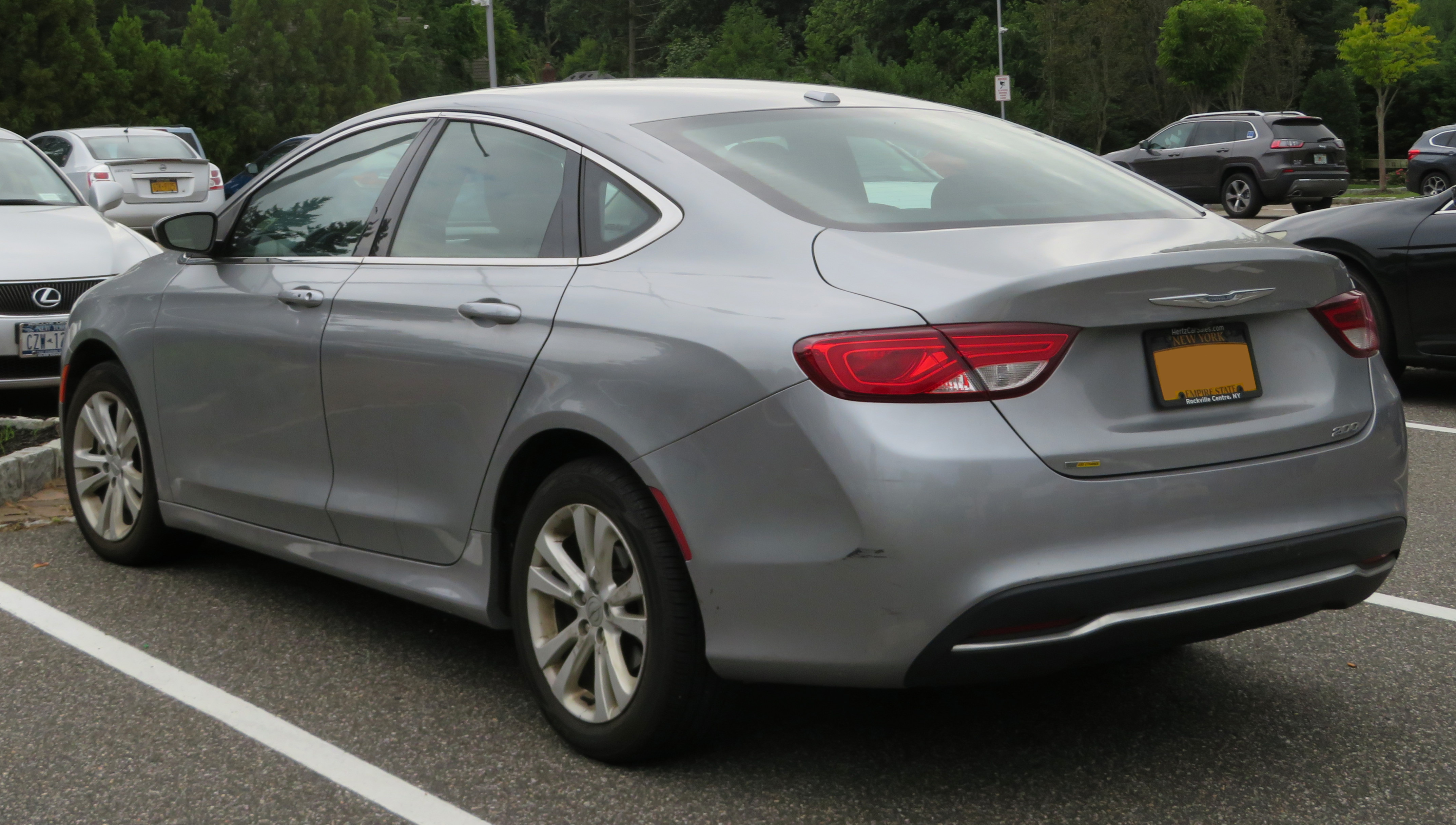
Chrysler 200 II – tył

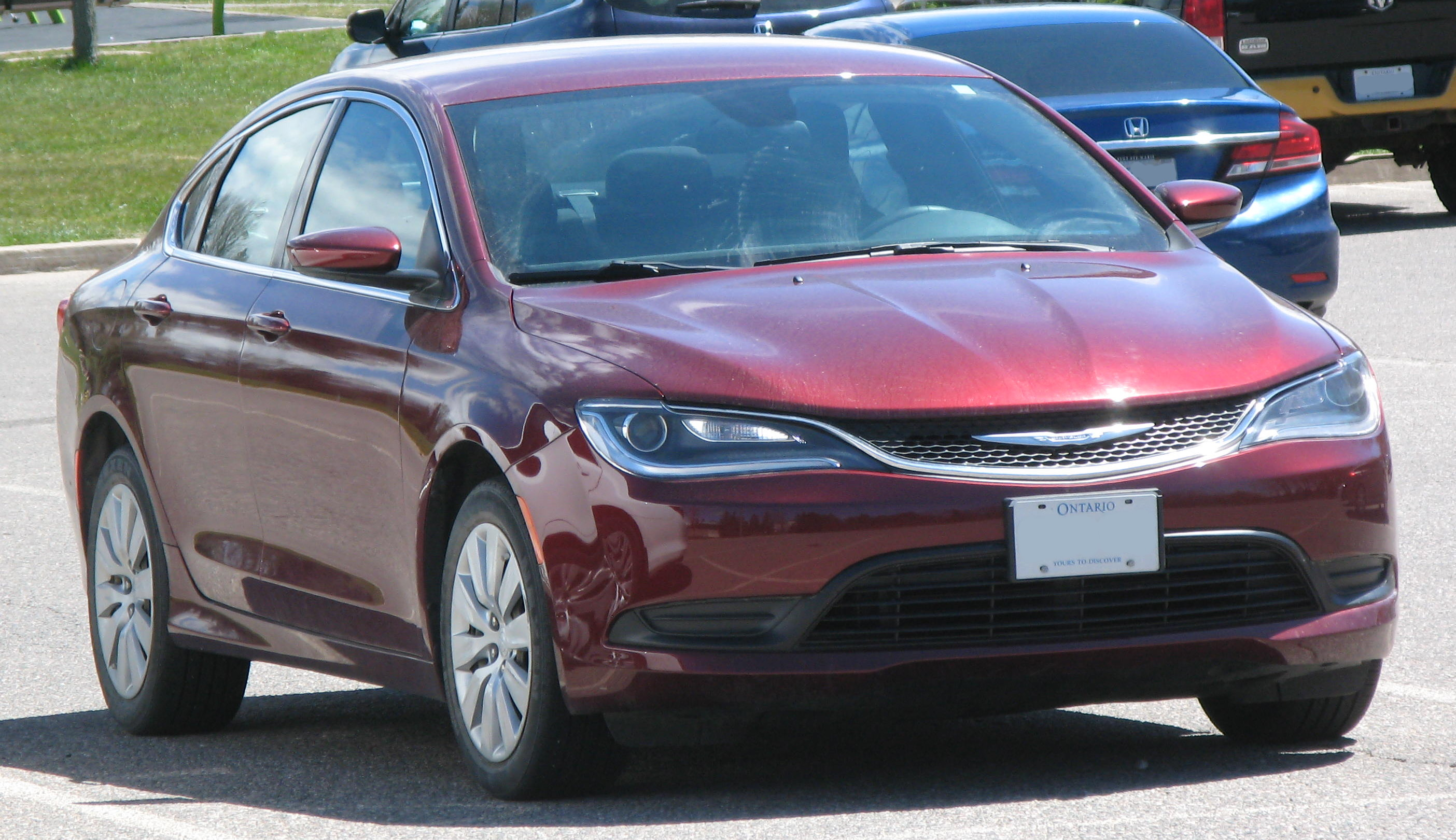
Chrysler 200 II LX

Chrysler 200 II został po raz pierwszy zaprezentowany w 2014 roku.
Światowa premiera odbyła się podczas targów motoryzacyjnych w Detroit w styczniu 2014 roku Do produkcji pojazdu wykorzystano płytę podłogową koncernu FIAT.
Samochód zaprezentował nową estetykę marki Chrysler. Linia nadwozia zyskała dużo smuklejsze i krągłe linie. Przód zdobi tym razem dużo mniejsza atrapa chłodnicy, niż dotychczas znana w produktach marki, oraz reflektory ze zintegrowanymi światłami do jazdy dziennej i światła przeciwmgłowe. Tylne lampy wykonane zostały w technologii LED. Sztandarowym rozmiarem obręczy w modelu były 19-calowe alufelgi. Gama drugiego wcielenia pojazdu składała się z jednej wersji nadwoziowej, gdyż tym razem zabrakło odmiany kabriolet. Drugie wcielenie modelu 200 oferowane było wyłącznie na rynku północnoamerykańskim.

### Koniec produkcji
Produkcja drugiego wcielenia Chryslera 200 została zakończona w grudniu 2016 roku po zaledwie 2,5 roku produkcji, która wystartowała w maju 2014 roku. Po raz pierwszy o planach związanych z usunięciem modelu z oferty Chryslera koncern informował już w czerwcu 2016 roku, kiedy szef FCA Sergio Marchionne ogłosił, iż szuka partnera, który podejmie się dalszego wytwarzania Chryslera 200, którego produkcja dla kompanii okazała się być nieopłacalna i niezgodna z dalszymi założeniami na temat funkcjonowania koncernu. Z powodu braku odzewu zgodnie z zapowiedziami w grudniu 2016 produkcja modelu przeszła do historii. Fabryka FCA w Sterling Heights w stanie Michigan ma teraz dostosować wszystkie linie produkcyjne do wytwarzania następcy Chryslera Voyagera – modelu Pacifica. Koncern z kolei ma teraz stawiać na rynku północnoamerykańskim na segmenty crossoverów, SUV-ów i vanów.

### Wersje wyposażeniowe
- LX
- Limited
- Limited Platinum
- S
- C
- Platinum
- Touring

### Wersje specjalne
- Alloy Edition
- 90th Anniversary Edition

Opcjonalnie pojazd wyposażyć można było m.in. w napęd na cztery koła, który automatycznie odłącza zupełnie tylną oś, gdy nie ma konieczności napędzania wszystkich kół.

### Dane techniczne
| Wersja                                                    | Silnik:                   | Układ zasilania:   | Średnica × skok tłoka: | Stopień sprężania: | Moc maksymalna:                    | Maks. moment obrotowy      | 0–100 km/h:        | V-max:              | Skrzynia biegów:       | Rodzaj napędu:     | Lata:              |                    |
| Silniki benzynowe:                                        | Silniki benzynowe:        | Silniki benzynowe: | Silniki benzynowe:     | Silniki benzynowe: | Silniki benzynowe:                 | Silniki benzynowe:         | Silniki benzynowe: | Silniki benzynowe:  | Silniki benzynowe:     | Silniki benzynowe: | Silniki benzynowe: | Silniki benzynowe: |
| --------------------------------------------------------- | ------------------------- | ------------------ | ---------------------- | ------------------ | ---------------------------------- | -------------------------- | ------------------ | ------------------- | ---------------------- | ------------------ | ------------------ | ------------------ |
| 200 Limited                                               | R4 2,4 l (2360 cm³), SOHC | wtrysk SMPI        | 88,00 × 97,00 mm       | 10,0:1             | 188 KM (138 kW) przy 6250 obr./min | 232 N·m przy 4800 obr./min | 8,5 s              | 180 km/h (223 km/h) | 9-biegowa automatyczna | przedni            | 2014-2016          |                    |
| 200 LX                                                    | R4 2,4 l (2360 cm³), SOHC | wtrysk SMPI        | 88,00 × 97,00 mm       | 10,0:1             | 188 KM (138 kW) przy 6250 obr./min | 232 N·m przy 4800 obr./min | 8,5 s              | 180 km/h (223 km/h) | 9-biegowa automatyczna | przedni            | 2014-2016          |                    |
| 200C 2.4L                                                 | R4 2,4 l (2360 cm³), SOHC | wtrysk SMPI        | 88,00 × 97,00 mm       | 10,0:1             | 188 KM (138 kW) przy 6250 obr./min | 232 N·m przy 4800 obr./min | 8,5 s              | 180 km/h (223 km/h) | 9-biegowa automatyczna | przedni            | 2014-2016          |                    |
| 200S 2.4L                                                 | R4 2,4 l (2360 cm³), SOHC | wtrysk SMPI        | 88,00 × 97,00 mm       | 10,0:1             | 188 KM (138 kW przy 6250 obr./min) | 232 N·m przy 4800 obr./min | 8,5 s              | 180 km/h (223 km/h) | 9-biegowa automatyczna | przedni            | 2014-2016          |                    |
| 200S Alloy Edition                                        | R4 2,4 l (2360 cm³), SOHC | wtrysk SMPI        | 88,00 × 97,00 mm       | 10,0:1             | 188 KM (138 kW) przy 6250 obr./min | 232 N·m przy 4800 obr./min | 8,5 s              | 180 km/h (226 km/h) | 9-biegowa automatyczna | przedni            | 2015-2016          |                    |
| 200 90th Anniversary Edition                              | R4 2,4 l (2360 cm³), SOHC | wtrysk SMPI        | 88,00 × 97,00 mm       | 10,0:1             | 188 KM (138 kW) przy 6250 obr./min | 232 N·m przy 4800 obr./min | 8,5 s              | 180 km/h (223 km/h) | 9-biegowa automatyczna | przedni            | 2015-2016          |                    |
| 200 Limited V6                                            | V6 3,6 l (3604 cm³), DOHC | wtrysk SMPI        | 96,00 × 83,00 mm       | 10,2:1             | 299 KM (220 kW) przy 6350 obr./min | 355 N·m przy 4250 obr./min | 6,5 s              | 180 km/h (265 km/h) | 9-biegowa automatyczna | przedni            | 2014-2016          |                    |
| 200C 3.6L V-6                                             | V6 3,6 l (3604 cm³), DOHC | wtrysk SMPI        | 96,00 × 83,00 mm       | 10,2:1             | 299 KM (220 kW) przy 6350 obr./min | 355 N·m przy 4250 obr./min | 6,5 s              | 180 km/h (265 km/h) | 9-biegowa automatyczna | przedni            | 2014-2016          |                    |
| 200S Alloy Edition 3.6L                                   | V6 3,6 l (3604 cm³), DOHC | wtrysk SMPI        | 96,00 × 83,00 mm       | 10,2:1             | 299 KM (220 kW) przy 6350 obr./min | 355 N·m przy 4250 obr./min | 6,5 s              | 180 km/h (265 km/h) | 9-biegowa automatyczna | przedni            | 2016               |                    |
| 200S 3.6L V-6                                             | V6 3,6 l (3604 cm³), DOHC | wtrysk SMPI        | 96,00 × 83,00 mm       | 10,2:1             | 299 KM (220 kW) przy 6350 obr./min | 355 N·m przy 4250 obr./min | 6,5 s              | 180 km/h (265 km/h) | 9-biegowa automatyczna | przedni            | 2014-2016          |                    |
| 200C/200S 3.6L V-6 AWD                                    | V6 3,6 l (3604 cm³), DOHC | wtrysk SMPI        | 96,00 × 83,00 mm       | 10,2:1             | 299 KM (220 kW) przy 6350 obr./min | 355 N·m przy 4250 obr./min | 6,0 s              | 180 km/h (261 km/h) | 9-biegowa automatyczna | AWD                | 2014-2016          |                    |
| Uwaga: W nawiasach podano prędkość po usunięciu limitera. |                           |                    |                        |                    |                                    |                            |                    |                     |                        |                    |                    |                    |